# Giovanni Merlini (presbitero)
Don Giovanni Merlini (Spoleto, 28 agosto 1795 – Roma, 12 gennaio 1873) è stato un presbitero e missionario italiano, appartenente alla Congregazione dei missionari del Preziosissimo Sangue e di essa terzo moderatore generale.

## Biografia
Nacque a Spoleto il 28 agosto 1795. Dopo aver cominciato a frequentare il seminario diocesano da esterno, nonostante la resistenza dei genitori, venne ordinato sacerdote il 19 dicembre 1818.
Nel 1820, al termine di un corso di esercizi spirituali predicati da san Gaspare del Bufalo presso l'abbazia di San Felice, a Giano dell'Umbria, casa di fondazione della Congregazione dei missionari del Preziosissimo Sangue, decise di accettare la proposta del predicatore romano di entrare a far parte della Congregazione.
A caratterizzare il suo ministero sacerdotale fu il saper dirigere con sapienza e mitezza coloro che a lui si rivolgevano, soprattutto i giovani. Tra quelli da lui guidati spiritualmente spicca santa Maria De Mattias, fondatrice della Congregazione delle Suore adoratrici del Sangue di Cristo. Fu anche apprezzato architetto, progettando molte case dell'Istituto; la sua vena artistica lo portò a realizzare anche crocifissi per la predicazione, ancora conservati nelle case di missione. 
Come il suo padre spirituale san Gaspare, percorse predicando tutta l'Italia ottocentesca: famosa fu la missione popolare da lui diretta e predicata a L'Aquila nel 1826, contesto nel quale i Missionari del Preziosissimo Sangue si impegnarono per sanare la tragica realtà del brigantaggio.

## Moderatore generale
Fu eletto terzo moderatore generale della Congregazione nel 1848, dirigendola per circa 25 anni secondo lo spirito del fondatore, san Gaspare del Bufalo. Apprezzato dalle gerarchie ecclesiastiche, fu consigliere di vescovi e pontefici, tra i quali papa Pio IX che, accogliendo la supplica di don Giovanni, estese nel 1849 la festa del Preziosissimo Sangue a tutta la Chiesa; con il Concilio Vaticano II la festività fu unita alla solennità del Corpus Domini.

## La morte
Morì investito volontariamente da una diligenza il 12 gennaio 1873 a Roma. Prima di morire perdonò il vetturino che per odio anticlericale l'aveva travolto. L'incidente avvenne nei pressi della chiesa di Santa Maria in Trivio, al tempo Casa Generale della Congregazione, dove ora si trovano le sue spoglie, accanto a quelle del suo maestro San Gaspare.

## La beatificazione
Il decreto sulle virtù eroiche è stato promulgato da san Paolo VI il 10 maggio 1973, rendendo venerabile il servo di Dio Giovanni Merlini.
Il 23 maggio 2024 papa Francesco ha autorizzato il Dicastero delle cause dei santi a promulgare il decreto riguardante il riconoscimento di un primo miracolo attribuito all'intercessione del venerabile servo di Dio Giovanni Merlini, e dunque è stata aperta la strada alla sua beatificazione. La beatificazione, la 1ª del Giubileo del 2025, è stata celebrata il 12 gennaio 2025 nella basilica di San Giovanni in Laterano dal cardinale Marcello Semeraro, prefetto del Dicastero delle cause dei santi.
Il miracolo riguarda la guarigione di un paziente di Benevento, ricoverato al Cardarelli di Napoli in condizioni critiche nel 2015, per il quale i familiari avevano cominciato a chiedere l'intercessione del venerabile servo di Dio Giovanni Merlini. Dal 16 gennaio 2015, dopo l'apposizione di una reliquia "ex indumentis" del venerabile, si manifestò un improvviso e inspiegabile miglioramento del paziente che recuperò condizioni di salute soddisfacenti. Fu ravvisato il nesso causale tra l'invocazione e la guarigione rapida, completa e duratura, non spiegabile scientificamente.